# Temporada 1996-97 del València CF
El València CF no va fer un paper la temporada 1996-97, quedant en desena posició en lliga, sent eliminat de la Copa de la UEFA en quarts de final i de la Copa del Rei en huitens. La temporada va estar marcada pel fitxatge de Romário com a estrela de l'equip, i dels enfrontaments d'este amb l'entrenador Luís Aragonés, que va dimitir en novembre, sent substituït per Jorge Valdano. Tanmateix, el jugador brasiler ja havia abandonat el club en octubre, havent demanat la cessió al Flamengo.